# Библиотека Матице српске
Библиотека Матице српске основана је 1826. године у Пешти. За јавност је отворена 1838. године.

## Историјат
Фонд библиотеке формиран је и од поклоњених личних библиотека Платона Атанацковића, Атанасија Стојковића, Саве Текелије и Александра Сандића. Године 1864. библиотека је пресељена у Нови Сад.
Од 1948. године постаје централна библиотека Војводине и почиње да прима обавезни примерак свих штампаних публикација из Србије.
Касније од 1965. године прима обавезни примерак и из целе Југославије.
Библиотека Матице српске је, узимајући у обзир годину оснивања и континуитет фондова и делатности, прва јавна и научна библиотека у српској култури.
Управници Библиотеке су били академик Младен Лесковац (1945—1954), књижевник Борислав Михајловић Михиз (1955—1960), најдуже у њеној историји књижевник и академик Миро Вуксановић (1988—2014), а потом књижевник Селимир Радуловић (2014).
Библиотеци Матице Српске је 2023. године додељен Сретњски орден првог реда.

## Награда
Од 2016. године, на свој дан 28. априла, библиотека додељује награду „Златна књига Библиотеке Матице српске”. Досадашњи добитници су:
- 2016 — Предраг Пипер[4]
- 2017 — Радован Бели Марковић[5]
- 2018 — Светислав Божић
- 2019 — Лазар Чурчић
- 2020 — Марија Клеут